# Posthorn (Heraldik)
Das Posthorn ist in der Heraldik eine gemeine Figur und recht häufig in Wappen zu finden.
Dargestellt wird ein Blasinstrument, das sich durch einen vollständigen Kreisbogen (Verlängerung des Luftweges zwischen Mundstück und Schallaustrittstrichter) von anderen Hörnern wie zum Beispiel dem Hifthorn unterscheidet. Überwiegend ist es in den Tinkturen/Metallen Schwarz, Gold und Silber. Ein oder zwei Quasten an einem durch den Bogen gebundenes Band in einer heraldisch zugelassenen Farbe können das Instrument zieren.
Mehrfache Darstellung im Schild oder Feld ist möglich, aber doch seltener. Das Posthorn kann als Prachtstück oberhalb oder unterhalb des Schildes sein. Im Oberwappen wird es oft durch eine menschliche Figur nur gehalten oder es wird das Blasen des Hornes symbolisiert. Bei der Wappenbeschreibung wird die Lage des Posthornes durch das Mundstück bestimmt. Hier ist heraldisch rechts oder links in etwa gleich verwendet worden.
Für ein redendes Wappen eignet sich der Wortteil Horn.

links liegendes goldenes Posthorn
Björköby in der finnischen Landschaft Südösterbotten
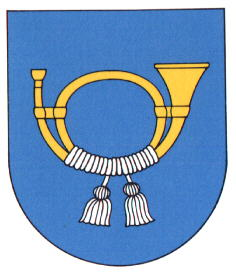
rechts liegendes goldenes Posthorn mit silbernem Band und zwei Quasten
je zwei pfahlgestellte links liegende goldene Posthörner
zwei Posthörner als Prachtstücke
ein Posthorn als Prachtstück in einem Armeewappen